# Pseudobrium longicolle
Pseudobrium longicolle är en skalbaggsart som beskrevs av Maurice Pic 1928. Pseudobrium longicolle ingår i släktet Pseudobrium och familjen långhorningar. Inga underarter finns listade i Catalogue of Life.